# استانیسلاف دونتز

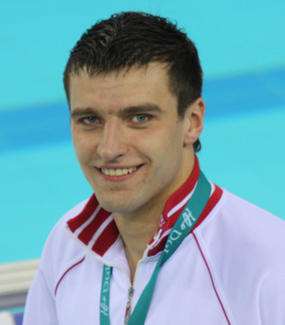
استانیسلاو دونتس در مسابقات جهانی مسافت کوتاه در دبی 2010

استانیسلاف دونتز (به انگلیسی: Stanislav Donets) (زادهٔ ۷ ژوئیهٔ ۱۹۸۳) شناگر اهل روسیه است.